# Jaora

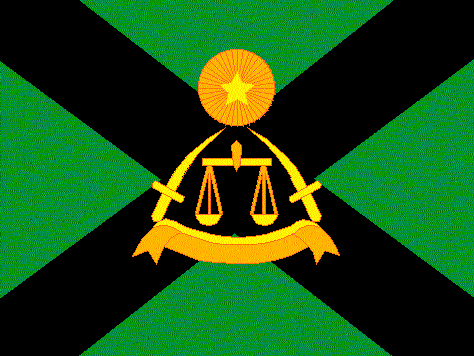
Bandera de l'estat del 1895 al 1947

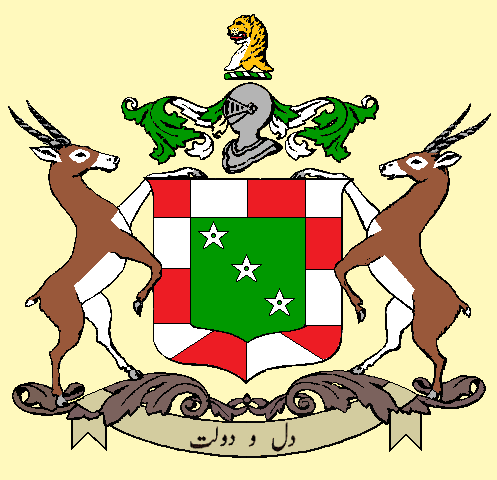
Escut

Jaora fou un estat tributari protegit a l'agència de Malwa (abans agència de Bhopawar) a l'Índia central amb una superfície de 1471 km² fraccionats en diverses porcions, estan limitats per territoris d'Indore, Gwalior, Ratlam, Partabgarh i Piploda. La capital era Jaora (जावरा) que donava nom a l'estat, situada a 23° 38′ N, 75° 08′ E / 23.63°N,75.13°E, que avui és una ciutat i municipalitat del districte de Ratlam a Madhya Pradesh, amb una població al cens del 2001 de 63.736 habitants. Els rius principals eren el Chambal i el Sipra.

## Història
Abdul Majid Khan havia anat a l'Índia a fer fortuna, i els seus dos fills, Abdul Hamid i Abdur Ras, van entrar al servei de Ghulam Kadir Khan, famós per haver cegat al vell emperador Shah Alam el 1788. Quan Ghulam Kadir fou executat per Sindhia els dos germans es van establir a Rohilkhand.
Ghafur Khan era el quart fill d'Abdul Hamid, i el més jove, i es va casar amb una filla de Muhammad Ayaz Khan, que tenia un alt càrrec a la cort de Jodhpur. Ayaz Khan va ajudar al cap dels pindaris Amir Khan en una disputa entre els sobirans de Jaipur i Jodhpur sobre la mà de la princesa Krishna Kunwari d'Udaipur o Mewar; Ayaz va donar la seva filla més jove en matrimoni a Amir Khan i aquest va agafar al seu servei a Ghafur i el va enviar com a representant a la cort d'Holkar.
Després de la batalla de Mehidpur (21 de desembre de 1817) Jaswant I Rao Holkar va haver de signar el tractat de Mandasor amb els britànics (6 de gener de 1818), i un dels articles del tractat establia que Ghafur Khan seria mantingut com a jagirdar amb títol de nawab, de Sanjit, Malhargarh, Tal, Jaora i Barauda, rebent tribut de Piploda, a canvi d'enviar 500 cavallers i 500 infants (i 4 canons) a auxiliar als britànics (aquesta obligació fou després bescanviada per un pagament en metàl·lic). Amir Khan va protestar al·legant que Ghafur Khan tenia aquestos territoris en nom seu però la reclamació no fou admesa pels britànics. El 1821 es van signar diversos acords entre el nawab i els thakurs de Malhargarh que reclamaven ser jagirdars tributaris, però finalment només van ser reconeguts com a posseïdors garantits amb la tinença condicionada a l'observança de les condicions que fixava el corresponent sanad.
Ghafur va morir el 1825 deixant un fill menor de nom Ghaus (o Ghows) Muhammad Khan que el va succeir (1825-1865). Va ser posat al masnad (successió) amb un nazarana (deure) de 2 lakhs a pagar a Holkar; l'administració fou deixada a la vídua del nawab, però en fou deposada al cap de dos anys per mala administració. El 1842 Ghaus Muhammad Khan va rebre poders administratius ja com a major d'edat i el mateix any els britànics van acceptar un pagament de 6 lakhs en lloc de l'aportació de tropes. Pels bons serveis als britànics durant el motí de 1857 el pagament fou reduït a 1,4 lakhs el 1859 i va rebre salutació de 13 canonades. El 1862 va rebre un sanad garantint la successió d'acord amb les lleis musulmanes. Ghaus va morir el 1865 deixant un fill d'11 anys, Muhammad Ismail Khan, que el va succeir (1865-1895) mantenint-se la nazarana de 2 lakhs a Holkar. Ismail va rebre el poder com a major d'edat el 1874; la seva administració no fou bona i es va endeutar fins a 16 lakhs i a més va demanar 3 lakhs de préstec al govern britànic. Va morir el 1895 i el va succeir el seu fill Iftikhar All Khan, de 12 anys, i l'administració fou confiada a l'oncle del jove, Yar Muhammad Khan, fins a 1906, quan el nawab va rebre poders com a major d'edat.
La població era: 
- 1881: 108.834
- 1891: 117.650
- 1901: 84.202 (descens per la fam de 1899-1900)
- 1931: 100.106

La població era hindú (74%), musulmana (19%), jainista (4%) i animista (3%), Les ciutats principals eren Jaora situada a 23° 38′ N, 75° 08′ E / 23.633°N,75.133°E amb 23.854 habitants el 1901, i Tal (4.954); i havia a més 337 pobles. La llengua principal era el rangri, dialecte del rajasthani, parlada pel 70%. Administrativament estava dividit en set tahsils: Jaora, Barauda, Barkhera, Malhargarh, Nawabganj, Sanjit i Tal Mandawal governats per tahsildars. El sistema judicial es va organitzar el 1885 seguint el model britànic. El 1895 es va instaurar la moneda de l'Índia Britànica. Segells de l'estat per diversos usatges es van imprimir entre 1908 i 1947. L'exèrcit estava format el 1900 per 59 cavallers, 124 infants, 48 artillers, 16 canons i 36 irregulars. La policia organitzada el 1892, tenia a l'inici del segle XX, 370 regulars i 332 rurals

## Bandera i escut
La bandera era verda amb creu de sant Andreu negre sortint centradament de cada cantonada. Al mig alguns dels elements de l'escut en daurat.
L'escut el formaven dues espases creuades amb el puny a la part inferior, protegint una balança i sobre mitja lluna amb puntes amunt i estrella; l'escut tenia com a suports dos lleons; com a coronació l'estrella de l'Índia; a la part inferior uns elements sobre els que descansaven els suports (lleons) aguantant una cinta amb el lema de l'estat: "Equitat, patriotisme i lleialtat".

## Llista de nawabs
- Abdul Ghafur Muhammad Khan 6 de gener de 1818 - 9 de setembre de 1825
- Ghows Muhammad Khan 9 de setembre de 1825 - 29 d'abril de 1865
- Musharraf Begum, reina regent 9 de setembre de 1825 - 1827
- Mr. Borthwick, regent 1827 - 1842
- Ehtesam al-Dawla Muhammad Ismail Khan 30 d'abril de 1865 - 6 de març 1895
- Fakhr al-Dowla Muhammad Iftikhar Ali Khan 6 de març de 1895 -
- Sahibzada Yar Muhammad Khan, regent 6 de març de 1895 - 20 de maig de 1906
- Muhammad Osman Ali Khan 1947-1948